# Grive montagnarde
Zoothera monticola
Espèce
Statut de conservation UICN

 LC  : Préoccupation mineure
La Grive montagnarde (Zoothera monticola) est une espèce de passereau de la famille des Turdidae.

## Répartition
Cet oiseau vit à travers l'Himalaya, le massif de Purvanchal (en) et la chaîne Annamitique.